# 建鄴区
建鄴区（けんぎょう-く）は、中華人民共和国江蘇省南京市に位置する市轄区。区域面積 82.01 平方キロメートル。
新興開発区の色彩が濃いエリアで、道路が広く整然としておりスポーツ総合施設の南京奥林匹克体育中心や南京大虐殺紀念館などが位置している。地下鉄が2005年に開通して以降発展が加速している。

## 地名
建鄴という名称は西暦282年（晋太康三年）からの歴史ある名称である（建康を参照）。

## 地理
南京城（都心部）南西部から長江中洲の江心洲までひろがる。

## 歴史沿革
この地域は1933年に南京に区制が定められた際には第五区となった。
1950年6月には第四区と変えられた後、1955年8月には建鄴区と定められるが、1967年3月には紅衛区、1973年12月再び現在の名前に定められた。
2002年の行政改革の際、区界を北を漢中門大街、南を秦淮新河、東を外秦淮河、西を長江とする現在の区域に決められた。

## 行政区画
6街道を管轄する。
| 番号 | 街道名     |
| ---- | ---------- |
| 01   | 莫愁湖街道 |
| 02   | 沙洲街道   |
| 03   | 双閘街道   |
| 04   | 江心洲街道 |
| 05   | 興隆街道   |
| 06   | 南苑街道   |